# Pedicularis gloriosa
Pedicularis gloriosa är en snyltrotsväxtart som beskrevs av James Bisset och S. Moore. Pedicularis gloriosa ingår i släktet spiror, och familjen snyltrotsväxter. Inga underarter finns listade i Catalogue of Life.